# Schrammelmusik

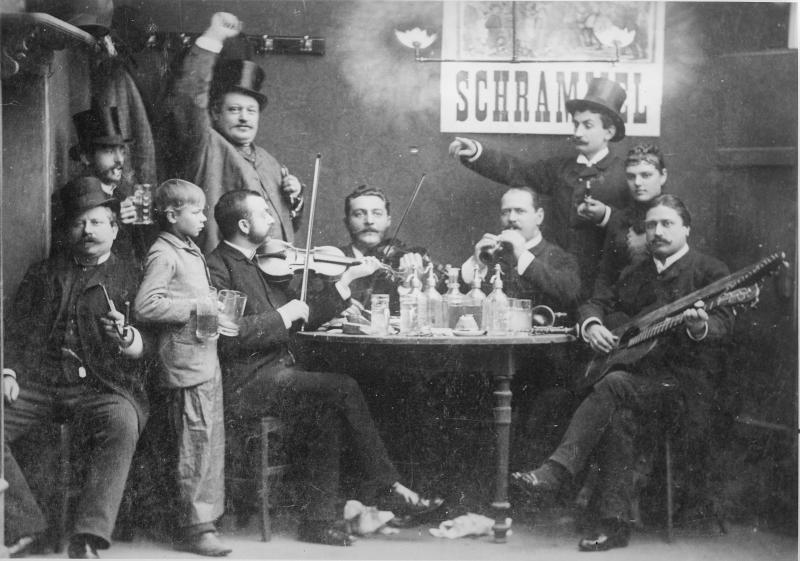
Das Schrammelquartett, 1879

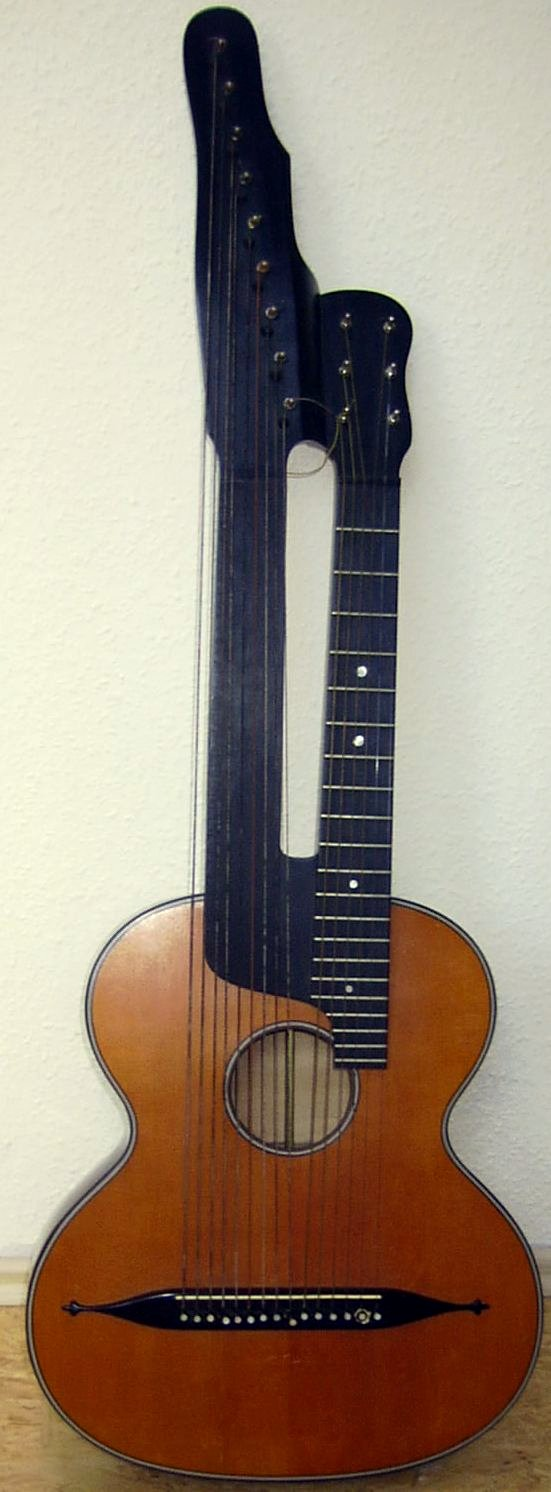
Kontragitarre oder Schrammelgitarre

Die Schrammelmusik ist eine für Wien typische Musikgattung des ausgehenden 19. Jahrhunderts. Sie gilt als Wiener Volksmusik.
Sie wurde nach den Wiener Musikern, Geigern und Komponisten Johann und Josef Schrammel benannt. 1878 gründeten sie mit dem Gitarristen Anton Strohmayer in Wien ein kleines Ensemble, mit dem sie ein volkstümliches Repertoire mit Liedern und Märschen, Tänzen und Walzern in Heurigen und Gaststätten darboten.
Da der Vater der berühmten Brüder Schrammel, Kaspar Schrammel, in Litschau geboren und aufgewachsen ist, gilt die nördlichste Stadt Österreichs als Schrammelstadt. Litschau ist also die Wiege der berühmten Wiener Heurigen- und Tanzmusik. Jedes Jahr gibt es am Litschauer Herrensee das Schrammel.Klang.Festival, das „Woodstock des Wienerlieds“.
Nach dem Anschluss des Klarinettisten Georg Dänzer zum Orchester 1884 nannten sie sich „Specialitäten Quartett Gebrüder Schrammel“ (Schrammel-Quartett) und erlangten mit ihrer Art, Wienerlieder zu spielen, rasch große Berühmtheit. Sie spielten nun auch in den Palais und Salons der Wiener Aristokratie und des Großbürgertums. Der „Schrammeleuphorie“ schlossen sich als Verehrer auch Größen wie Johann Strauss und Johannes Brahms an. Später sollte auch Arnold Schönberg von der Schrammelmusik schwärmen. Schon zu Lebzeiten der Brüder war das Wienerlied unter der Bezeichnung „Schrammelmusik“ bekannt. (Der Wiener Gitarrist Franz Angerer reiste bereits in den Jahren 1875 bis 1882 als Schrammelmusiker und gab für Schrammelbesetzung Alt-Wiener Lieder und Tänze aus seiner Wanderzeit, gedruckt 1923 bei Goll in Wien, heraus.)
Die Schrammelmusik wird vor allem durch die „weinende“ (raunzende), melancholische, aber trotzdem chansonartig beschwingte Instrumentierung charakterisiert.

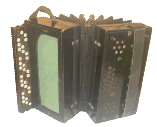
Schrammelharmonika

Typische Besetzungen sind: Zwei Geigen, Kontragitarre, Klarinette (meist G-Klarinette, auch „picksüßes Hölzl“ genannt), später auch Knopfharmonika (Schrammelharmonika).
In sieben Jahren komponierten die Gebrüder Schrammel über 200 Lieder und Musikstücke; mit diesen setzten sie der Wiener Musik einen Höhepunkt. Die Brüder starben 1893 und 1895, beide im Alter von nur 43 Jahren, vor ihrem Vater.